# Popioły (województwo kujawsko-pomorskie)
Popioły – uroczysko-dawna miejscowość, dawniej wieś w Polsce, położona w województwie kujawsko-pomorskim, w powiecie toruńskim, w gminie Wielka Nieszawka. Miejscowość była położona na południe od toruńskiego poligonu artyleryjskiego.
Do 1954 roku miejscowość była siedzibą gminy Popioły. W latach 1975–1998 miejscowość administracyjnie należała do województwa toruńskiego.
W roku 1930 wieś zamieszkiwało 220 mieszkańców.
W czasie kampanii wrześniowej stacjonowała tu 43 Eskadra Towarzysząca.